# 郑邦和
郑邦和（1919年6月22日—2020年3月4日），浙江衢县人，中国眼科学家，原北京同仁医院眼科副主任。

## 生平
1919年6月22日生于浙江衢县。1945年毕业于華西協合大學医学院。1950年就职于北京同仁医院眼科，1956年在张晓楼主任的支持下建设病理室，长期从事眼科病理研究。曾任眼科副主任20余年，享受国务院政府特殊津贴。2020年3月4日逝世，终年100岁。

## 著作
- 郑邦和 (编). . 北京医学文库. 北京出版社. 1998年10月. ISBN 9787200032123.